# Joséphine du Bourg
Joséphine du Bourg (née le 25 juin 1788 au château de Rochemontès à Beauzelle et morte le 26 septembre 1862 à La Souterraine) est la fondatrice des sœurs du Sauveur et de la sainte Vierge à La Souterraine, dans la Creuse.